# Аратя
Аратя (яп. 荒茶, «грубый чай») — первая стадия обработки японского зелёного чая,  после сбора, обработки паром и скручивания листьев.
После сбора японского зелёного чая он проходит обработку паром, за которым следуют несколько стадий сушки и скручивания листьев. Весь чай обрабатывается до стадии аратя, в котором содержится около 13% влаги. В таком состоянии он продаётся крупным компаниям. Аратя проходит сортировку (листья, стебли и чайная пыль отделяются друг от друга) и окончательную сушку («обжиг»), доводящий содержание влаги в чае до 3%. В результате этой обработки получают либо сэнтя, либо тэнтя, сырьё для производства маття. Сам аратя, как правило, более ароматный, чем окончательный продукт.